# تفنگ‌مرغ غرنده
تفنگ‌مرغ غرنده (نام علمی: Ptiloris intercedens) نام یک گونه از سرده تفنگ‌مرغ‌ها است.